# Suhaia (gmina)
Suhaia – gmina w Rumunii, w okręgu Teleorman. Obejmuje tylko jedną miejscowość Suhaia. W 2011 roku liczyła 2338 mieszkańców. 